# Southwark Cathedral
Southwark Cathedral eller The Cathedral and Collegiate Church of St Saviour and St Mary Overie, Southwark, London, er en katedral på den sydlige bred af River Thames tæt på London Bridge. Den bør ikke forveksles med den nærliggende romersk-katolske St George's Cathedral, Southwark.
Kirken ligger i London Borough of Southwark.
Den er moderkirke for det anglikanske Diocese of Southwark. Den har været sted for kristne gudstjenester i over 1.400 år.
Hovedjernbanelinjen fra London Bridge Station to Cannon Street Station løber tæt forbi katedralen og tager udsynet fra den sydlige side. Borough Market og Worshipful Company of Glaziers and Painters of Glass ved floden er i katedralens umiddelbare nærhed.
51°30′22″N 0°05′23″V / 51.5061°N 0.0897°V